# Kırkağaç
Kırkağaç ist eine Stadtgemeinde (Belediye) im gleichnamigen Ilçe (Landkreis) der Provinz Manisa in der türkischen Ägäisregion und gleichzeitig eine Gemeinde der 2012 geschaffenen Büyükşehir belediyesi Manisa (Großstadtgemeinde/Metropolprovinz). Seit der Gebietsreform 2013 ist die Gemeinde flächen- und einwohnermäßig identisch mit dem Landkreis.
Kırkağaç liegt etwa 60 Kilometer nördlich der Provinzhauptstadt Manisa und grenzt im Süden an Akhisar, im Westen an Soma und im Norden an die Provinz Balıkesir. Die im Stadtlogo manifestierte Jahreszahl (1861) dürfte ein Hinweis auf das Jahr der Erhebung zur Stadtgemeinde (Belediye) sein.
Die Kreisstadt liegt an der Straße D 240 von Akhisar über Soma nach Bergama. Nordöstlich der Stadt liegt die Ebene Kırkağaç Ovası, durch die der Fluss Bakırçay fließt, der antike Kaikos.
Kırkağaç ist in der Türkei für seine Zuckermelonen bekannt. Inzwischen haben Melonen mit Herkunft aus der Gegend von Kırkağaç (Kırkağaç kavunu) in der Türkei den Status einer eingetragenen Marke erlangt.

## Verwaltung
Kırkağaç bestand schon bei Gründung der Türkei 1923, der Kaza (Vorläufer des Kreises) hatte zur Volkszählung 1927 19.810 Einwohner, davon entfielen auf die Stadt (Şehir) 9.811 und auf die 27 Dörfer/Ortschaften 9.999 Einwohner.
(Bis) Ende 2012 bestand der Landkreis neben der Kreisstadt aus vier Stadtgemeinden (Belediye) Bakır, Gelenbe, İlyaslar und Karakurt sowie 28 Dörfern (Köy) in zwei Bucaks, die während der Verwaltungsreform 2013 in Mahalle (Stadtviertel/Ortsteile) überführt wurden. Die 15 existierenden Mahalle der Kreisstadt blieben erhalten, während die Mahalle der anderen Belediye vereint und zu je einem Mahalle reduziert wurden. Durch Herabstufung dieser Belediye und der Dörfer zu Mahalle stieg deren Zahl auf 47 an. Ihnen steht ein Muhtar als oberster Beamter vor.
Ende 2020 lebten durchschnittlich 814 Menschen in jedem Mahalle, 7.318 Einw. im bevölkerungsreichsten (Şair Eşref Mah.).

## Bekannte Person(en)
- Ahmet Alkış (* 1949), türkischer Brigadegeneral und Präsident des Militärkassationshofes